# Terminator (1984.)
Terminator (eng. The Terminator) je američki znanstveno-fantastični film iz 1984. u režiji Jamesa Camerona s Arnoldom Schwarzeneggerom u glavnoj ulozi.
Film govori o "kibernetičkom organizmu" (živo tkivo preko metalnog kostura) Terminatoru (Schwarzenegger), koji je poslan iz 2029. godine u Los Angeles 1984. kako bi ubio ženu po imenu Sarah Connor (glumi je Linda Hamilton). U isto vrijeme, Kyle Reese (glumi ga Michael Biehn), poslan je iz budućnosti kako bi je zaštitio. Usprkos niskom budžetu i niskim očekivanjima, film je zaradio 38,4 milijuna $ u američkim kinima, te je postao 21. najkomercijalniji film godine.
Snimljena su i tri nastavka od kojih je prvi bio Terminator 2: Sudnji dan iz 1991., drugi Terminator 3: Pobuna strojeva iz 2003., a treći Terminator: Spasenje iz 2009. godine.
Američki filmski institut (AFI) stavio je "Terminatora" na 42. mjesto na listi "100 godina...100 uzbuđenja", naslovni lik na 22. mjesto na listi "100 godina...100 junaka i zlikovaca" a rečenicu "Vratit ću se (I'll be back)" na 37. mjesto na listi "100 godina...100 filmskih citata". Također se našao na raznim listama najboljih ZF filmova uopće. 2008. je uključen u Državni filmski registar zbog "povijesnog i kulturnog značaja.

## Radnja
U post-apokaliptičnoj 2029. godini strojevi opremljeni umjetnom inteligencijom nastoje istrijebiti ostatke ljudske vrste. Dva bića iz tog doba putuju natrag kroz vrijeme u 1984. Jedan je Terminator, kiborg ubojica programiran da pronađe i ubije Sarah Connor, a drugi je Kyle Reese, iskusni borac ljudskog Pokreta otpora poslan da ju zaštiti. Nakon što ubije dvije Sarah Connor navedene u telefonskom imeniku, Terminator pronalazi svoju metu u noćnom klubu, ali ju Kyle spašava i njih dvoje bježe.
Kyle objašnjava da će u bliskoj budućnosti vojna mreža umjetne inteligencije Skynet postati svjesna sebe, te inicirati nuklearni holokaust cijelog čovječanstva. Sarin još nerođeni sin John će ujediniti preživjele i postati vođa Pokreta otpora protiv Skyneta i njegove vojske strojeva. Kada Pokret uspije izvojevati pobjedu, Skynet šalje Terminatora u prošlost da ubije Sarah (prije no što John uopće bude rođen), u posljednjem pokušaju da spriječi nastanak Pokreta. Terminator je bezosjećajni i učinkoviti stroj za ubijanje koja u svemu izgleda kao ljudsko biće, ali neće stati dok ne izvrši svoju misiju i s njim nema pogađanja i pregovora.
Terminator ponovo napada Kylea i Sarah; nakon potjere automobilima policija ih uhapsi i odvodi u policijsku stanicu, gdje detektivi i policijski psiholog nakon ispitivanja zaključuju da je Kyle lud i paranoidan. Terminator napada stanicu i ubija petnaestak policajaca, ali Kyle i Sarah uspijevaju pobjeći i naći skrovište u zabačenom motelu.
Tokom pripreme improviziranih eksplozivnih sredstava za obranu od sljedećeg napada, Kyle priznaje da je već dugo zaljubljen u nju, još otkad mu je John dao njenu fotografiju. Sarah uzvraća nježnošću i njih dvoje vode ljubav. 
Terminator prati njihov trag do motela i ranjava Kylea. Tokom potjere zahvaćen je eksplozijom cisterne s benzinom, u kojoj sagorijeva tkivo kojim je obložen, ali nezaustavljivo nastavlja dalje i prati ih u obližnju tvornicu. Kyle uspijeva uglaviti improviziranu cijevnu bombu među Terminatorova rebra koja mu uništava noge i jednu ruku, ali pri tome i sam pogine. Oštećeni stroj nastavlja potjeru puzajući preostalom rukom kroz tvornicu. Sarah ga bježeći navodi pod hidrauličku prešu kojom ga zdrobi i konačno deaktivira.
Kasnije, trudna Sarah putuje kroz Meksiko i zaustavlja se na jednoj benzinskoj postaji, gdje ju polaroidom fotografira jedan dječak. Ona kupuje fotografiju - istu onu koju će John kasnije dati Kyleu - i odveze se prema nadolazećim olujnim oblacima.

## Glumci
| Glumac/glumica        | Lik                      |
| --------------------- | ------------------------ |
| Arnold Schwarzenegger | Terminator               |
| Michael Biehn         | Kyle Reese               |
| Linda Hamilton        | Sarah Connor             |
| Paul Winfield         | poručnik Ed Traxler      |
| Lance Henriksen       | detektiv Hal Vukovich    |
| Bess Motta            | Ginger Ventura           |
| Earl Boen             | Dr. Peter Silberman      |
| Rick Rossovich        | Matt Buchanan            |
| Dick Miller           | službenik zalagaonice    |
| Shawn Schepps         | Nancy                    |
| Bruce M. Kerner       | narednik porte           |
| Franco Columbu        | Terminator iz budućnosti |
| Bill Paxton           | vođa propalica           |
| Brad Rearden          | propalica 1              |
| Brian Thompson        | propalica 2              |

## Nagrade i nominacije
- osvojena nagrada Saturn za najbolji znanstveno fantastični film, najbolju šminku i najbolji scenarij.

## Kritike
| „                     | Snaga ovog filma je u tome da, baš kao i "Matrix", spaja akciju s idejama. Ovo nije standardna "isključi mozak" kolekcija jurnjava i borilačkih scena. Priča, koja uključuje putovanje kroz vrijeme i paradokse istog, zahtijeva od gledatelja da ili obrati pozornost ili riskira izgubiti poveznice što se događa. | ” |
| — James Berardinelli, | |   |

| „                | Neobična osobina "Terminatora" je da u prvi plan stavlja snažan scenarij kako bi nadopunio impresivne specijalne efekte, kao rezultat nastanka niskog budžeta. Događaji su čvrsto sročeni, iako pomalo namješteni, pod redateljskom palicom Jamesa Camerona, osiguravajući da napetost polako sve više raste. | ” |
| — Damian Cannon, | |   |

| „                 | "Terminator" je cjelovit akcijski film koji je označio novu eru u hollywoodskoj industriji zabave - eru specijalnih efekata. Na žalost, brojni prepisivači Cameronova djela, koji su se nakon strahovitog komercijalnog uspjeha ovog relativno niskobudžetnog filma rađali kao gljive poslije kiše, nisu dijelili i njegov filmaški talent, pa su specijalni efekti postajali sami sebi svrhom...Možda će publika nesklona akcijskim filmovima s oprezom reagirati na ovakav sadržaj, ali svaka je priča kvalitetna baš onoliko koliko se kvalitetno prikaže. | ” |
| — Arsen Oremović, | |   |

## Vanjske poveznice
- Terminator u internetskoj bazi filmova IMDb-a
- Terminator na Rotten Tomatoes